# TFF 2. Lig 2009/10
Die TFF 2. Lig 2009/10 war die 39. Spielzeit der dritthöchsten türkischen Spielklasse im professionellen Männer-Fußball. Sie wurde am 29. August 2008 mit dem 1. Spieltag der Qualifikationsrunde begonnen und am 30. Mai 2010 mit dem Playoff-Finale abgeschlossen.

## Austragungsmodus
In der Saison 2009/10 wurde die dritthöchste Spielklasse im Wesentlichen wie in der Vorsaison in drei Etappen ausgetragen. In der 1. Etappe wurde die Liga in eine Qualifikationsrunde (türkisch Kademe Grupları) diesmal mit vier statt wie in der Vorsaison mit fünf Gruppen mit jeweils elf bzw. zwölf Mannschaften mit Hin- und Rückspielen gespielt. Nach dem Ende der 1. Etappe wurden die ersten zwei bzw. drei Mannschaften aus allen Gruppen in eine gemeinsame Gruppe, der Aufstiegsrunde (türkisch Yükselme Grubu), aufgenommen, und spielten hier um den Aufstieg in die TFF 1. Lig. Die restlichen Teams in den vier Gruppen der Qualifikationsrunde spielten in unveränderter Gruppenkonstellation nun in einer Abstiegsrunde (türkisch Düşme Grupları) gegen den Abstieg in die TFF 3. Lig. Sowohl die Aufstiegsrunde als auch die Abstiegsrunde stellten dabei die 2. Etappe dar und wurden mit Hin- und Rückspiel gespielt. Die Mannschaften auf den ersten zwei Plätzen der Aufstiegsrunde stiegen direkt in die TFF 1. Lig auf und die letzten drei Mannschaften aller Gruppen der Abstiegsrunde stiegen in die TFF 3. Lig ab. Während die Punkte aus der Qualifikationsrunde nicht in die Aufstiegsrunde mitgenommen wurden, wurden sie in die Abstiegsrunde unverändert mitgezählt. Die 3. Etappe wurde wieder in Form einer Play-off-Runde mit acht Mannschaften durchgeführt. Die Mannschaften auf den Plätzen drei bis sechs der Aufstiegsrunde und alle Gruppenersten aller Abstiegsgruppen sollten im K.-o.-System den dritten und letzten Aufsteiger ausspielen. Die Playoffs wurden zum Ende der Gruppenphase in einer für alle acht Mannschaften neutralen Stadt ausgetragen. Im Gegensatz zur Vorsaison wurden drei der vier Qualifikations- bzw. Abstiegsgruppen mit einer Mannschaft mehr gespielt. Durch das Reduzieren der Gruppenanzahl von fünf auf vier sank auch die Gesamtmannschaftszahl von 54 auf 45.
Zu Saisonbeginn waren zu den von der vorherigen Saison verbleibenden 36 Mannschaften die drei Absteiger aus der TFF 1. Lig Sakaryaspor, Güngören Belediyespor, Malatyaspor, die sechs Neulinge TKİ Tavşanlı Linyitspor, Yalovaspor, Göztepe Izmir, Tepecikspor, Pursaklarspor, Kahramanmaraşspor hinzugekommen. Die Neulinge waren aus der TFF 3. Lig aufgestiegen.
Die Saison beendete Güngören Belediyespor als Meister und schaffte damit den direkten Wiederaufstieg in die zweithöchste türkische Spielklasse. Den 2. Tabellenplatz belegten Akhisar Belediyespor und erreichte damit die erste Teilnahme der Vereinsgeschichte an der TFF 1. Lig. Die Play-Offs wurden als neutrale Stadt in Antalya durchgeführt und unter den Mannschaften Tokatspor, İskenderun Demir Çelikspor, Türk Telekomspor, Çorumspor, TKİ Tavşanlı Linyitspor, Eyüpspor, Trabzon Karadenizspor und Adana Demirspor gespielt. Im Play-off-Finale setzte sich Tavşanlı Linyitspor mit 2:1 gegen Eyüpspor durch und erzielte damit den ersten Aufstieg der Vereinsgeschichte in die zweithöchsten türkischen Spielklasse. Als Absteiger standen zum Saisonende Yalovaspor, Beykozspor, Zeytinburnuspor (Gruppe 1), Tepecikspor, İstanbulspor, Denizli Belediyespor (Gruppe 2), Karsspor, Kırşehirspor, Erzurumspor (Gruppe 3) und Diyarbakır BB Diskispor, Kahramanmaraşspor, Malatyaspor (Gruppe 4) fest.
Erzurumspor wurden zum Saisonende sechs Punkte abgezogen.

## Qualifikationsrunde

### Gruppe 1
| Pl. | Verein                    | Sp. | S  | U | N  | Tore    | Diff. | Punkte |
| --- | ------------------------- | --- | -- | - | -- | ------- | ----- | ------ |
| 1.  | Türk Telekomspor          | 20  | 11 | 5 | 4  | 033:220 | +11   | 38     |
| 2.  | Güngören Belediyespor (A) | 20  | 10 | 5 | 5  | 030:250 | +5    | 35     |
| 3.  | Körfez Belediyespor       | 20  | 7  | 9 | 4  | 029:210 | +8    | 30     |
| 4.  | Pendikspor                | 20  | 8  | 5 | 7  | 026:250 | +1    | 29     |
| 5.  | Gebzespor                 | 20  | 8  | 5 | 7  | 031:260 | +5    | 29     |
| 6.  | Tavşanlı Linyitspor (N)   | 20  | 7  | 7 | 6  | 026:160 | +10   | 28     |
| 7.  | Bozüyükspor               | 20  | 7  | 6 | 7  | 036:330 | +3    | 27     |
| 8.  | Yalovaspor (N)            | 20  | 6  | 8 | 6  | 030:300 | ±0    | 26     |
| 9.  | Sakaryaspor (A)           | 20  | 5  | 5 | 10 | 023:260 | −3    | 20     |
| 10. | Zeytinburnuspor           | 20  | 4  | 7 | 9  | 021:420 | −21   | 19     |
| 11. | Beykozspor                | 20  | 3  | 6 | 11 | 017:360 | −19   | 15     |

Platzierungskriterien: 1. Punkte – 2. Direkter Vergleich (Punkte, Tordifferenz, geschossene Tore) – 3. Tordifferenz – 4. geschossene Tore

| (A) | Absteiger aus der 2. Lig 2008/09         |
| (N) | Neuaufsteiger aus der TFF 3. Lig 2008/09 |

### Gruppe 2
| Pl. | Verein               | Sp. | S  | U  | N  | Tore    | Diff. | Punkte |
| --- | -------------------- | --- | -- | -- | -- | ------- | ----- | ------ |
| 1.  | Akhisar Belediyespor | 20  | 12 | 7  | 1  | 041:170 | +24   | 43     |
| 2.  | Göztepe Izmir (N)    | 20  | 9  | 7  | 4  | 020:140 | +6    | 34     |
| 3.  | Turgutluspor         | 20  | 9  | 6  | 5  | 025:170 | +8    | 33     |
| 4.  | Alanyaspor           | 20  | 8  | 6  | 6  | 024:260 | −2    | 30     |
| 5.  | Konya Şekerspor      | 20  | 6  | 11 | 3  | 032:180 | +14   | 29     |
| 6.  | Eyüpspor             | 20  | 8  | 5  | 7  | 020:210 | −1    | 29     |
| 7.  | Sarıyer SK           | 20  | 6  | 7  | 7  | 023:280 | −5    | 25     |
| 8.  | İstanbulspor         | 20  | 5  | 5  | 10 | 025:330 | −8    | 20     |
| 9.  | Tepecikspor (N)      | 20  | 5  | 4  | 11 | 026:330 | −7    | 19     |
| 10. | Fethiyespor          | 20  | 4  | 6  | 10 | 017:310 | −14   | 18     |
| 11. | Denizli Belediyespor | 20  | 3  | 6  | 11 | 024:390 | −15   | 15     |

Platzierungskriterien: 1. Punkte – 2. Direkter Vergleich (Punkte, Tordifferenz, geschossene Tore) – 3. Tordifferenz – 4. geschossene Tore

| (N) | Neuaufsteiger aus der TFF 3. Lig 2008/09 |

### Gruppe 3
| Pl. | Verein                | Sp. | S  | U | N  | Tore    | Diff. | Punkte |
| --- | --------------------- | --- | -- | - | -- | ------- | ----- | ------ |
| 1.  | Etimesgut Şekerspor   | 22  | 13 | 5 | 4  | 040:190 | +21   | 44     |
| 2.  | Tokatspor             | 22  | 13 | 4 | 5  | 033:180 | +15   | 43     |
| 3.  | Çorumspor             | 22  | 11 | 7 | 4  | 029:160 | +13   | 40     |
| 4.  | Bugsaşspor            | 22  | 11 | 6 | 5  | 035:170 | +18   | 39     |
| 5.  | Trabzon Karadenizspor | 22  | 10 | 5 | 7  | 034:300 | +4    | 35     |
| 6.  | Çankırı Belediyespor  | 22  | 9  | 5 | 8  | 025:240 | +1    | 32     |
| 7.  | Akçaabat Sebatspor    | 22  | 8  | 4 | 10 | 026:360 | −10   | 28     |
| 8.  | Pursaklarspor (N)     | 22  | 7  | 6 | 9  | 024:230 | +1    | 27     |
| 9.  | Karsspor              | 22  | 8  | 3 | 11 | 033:270 | +6    | 27     |
| 10. | Ofspor                | 22  | 6  | 6 | 10 | 027:400 | −13   | 24     |
| 11. | Kırşehirspor          | 22  | 5  | 6 | 11 | 024:340 | −10   | 21     |
| 12. | Erzurumspor 1         | 22  | 0  | 5 | 17 | 007:530 | −46   | 02     |

Platzierungskriterien: 1. Punkte – 2. Direkter Vergleich (Punkte, Tordifferenz, geschossene Tore) – 3. Tordifferenz – 4. geschossene Tore

| (N) | Neuaufsteiger aus der TFF 3. Lig 2008/09 |

### Gruppe 4
| Pl. | Verein                  | Sp. | S  | U | N  | Tore    | Diff. | Punkte |
| --- | ----------------------- | --- | -- | - | -- | ------- | ----- | ------ |
| 1.  | Şanlıurfaspor           | 20  | 11 | 6 | 3  | 034:200 | +14   | 39     |
| 2.  | İskenderun DÇ           | 20  | 11 | 5 | 4  | 030:160 | +14   | 38     |
| 3.  | Adana Demirspor         | 20  | 9  | 7 | 4  | 036:220 | +14   | 34     |
| 4.  | Tarsus İdman Yurdu      | 20  | 8  | 9 | 3  | 034:250 | +9    | 33     |
| 5.  | Mardinspor              | 20  | 9  | 5 | 6  | 030:160 | +14   | 32     |
| 6.  | Adıyamanspor            | 20  | 7  | 6 | 7  | 015:150 | ±0    | 27     |
| 7.  | Kahramanmaraşspor (N)   | 20  | 7  | 4 | 9  | 022:280 | −6    | 25     |
| 8.  | Belediye Vanspor        | 20  | 7  | 4 | 9  | 022:330 | −11   | 25     |
| 9.  | Diyarbakır BB Diskispor | 20  | 5  | 6 | 9  | 017:280 | −11   | 21     |
| 10. | Malatyaspor (A)         | 20  | 2  | 6 | 12 | 008:290 | −21   | 12     |
| 11. | Elazığspor              | 20  | 2  | 6 | 12 | 019:350 | −16   | 12     |

Platzierungskriterien: 1. Punkte – 2. Direkter Vergleich (Punkte, Tordifferenz, geschossene Tore) – 3. Tordifferenz – 4. geschossene Tore

| (A) | Absteiger aus der 2. Lig 2008/09         |
| (N) | Neuaufsteiger aus der TFF 3. Lig 2008/09 |

## Aufstiegsrunde
| Pl. | Verein                    | Sp. | S | U | N | Tore    | Diff. | Punkte |
| --- | ------------------------- | --- | - | - | - | ------- | ----- | ------ |
| 1.  | Güngören Belediyespor (A) | 16  | 9 | 4 | 3 | 022:130 | +9    | 31     |
| 2.  | Akhisar Belediyespor      | 16  | 9 | 3 | 4 | 023:150 | +8    | 30     |
| 3.  | Tokatspor                 | 16  | 7 | 3 | 6 | 018:160 | +2    | 24     |
| 4.  | İskenderun DÇ             | 16  | 6 | 5 | 5 | 020:160 | +4    | 23     |
| 5.  | Türk Telekomspor          | 16  | 7 | 1 | 8 | 018:190 | −1    | 22     |
| 6.  | Çorumspor                 | 16  | 6 | 4 | 6 | 022:250 | −3    | 22     |
| 7.  | Etimesgut Şekerspor       | 16  | 5 | 3 | 8 | 015:240 | −9    | 18     |
| 8.  | Göztepe Izmir (N)         | 16  | 4 | 4 | 8 | 013:160 | −3    | 16     |
| 9.  | Şanlıurfaspor             | 16  | 3 | 5 | 8 | 021:280 | −7    | 14     |

Platzierungskriterien: 1. Punkte – 2. Direkter Vergleich (Punkte, Tordifferenz, geschossene Tore) – 3. Tordifferenz – 4. geschossene Tore

| (A) | Absteiger aus der 2. Lig 2008/09         |
| (N) | Neuaufsteiger aus der TFF 3. Lig 2008/09 |

## Abstiegsrunde
Die Ergebnisse aus der Qualifikationsrunde wurden mit eingerechnet.

### Gruppe 1
| Pl. | Verein                  | Sp. | S  | U  | N  | Tore    | Diff. | Punkte |
| --- | ----------------------- | --- | -- | -- | -- | ------- | ----- | ------ |
| 1.  | Tavşanlı Linyitspor (N) | 36  | 17 | 10 | 9  | 058:300 | +28   | 61     |
| 2.  | Körfez Belediyespor     | 36  | 14 | 12 | 10 | 052:400 | +12   | 54     |
| 3.  | Gebzespor               | 36  | 15 | 8  | 13 | 052:490 | +3    | 53     |
| 4.  | Pendikspor              | 36  | 13 | 11 | 12 | 048:470 | +1    | 50     |
| 5.  | Sakaryaspor (A)         | 36  | 13 | 9  | 14 | 050:430 | +7    | 48     |
| 6.  | Bozüyükspor             | 36  | 12 | 11 | 13 | 061:560 | +5    | 47     |
| 7.  | Yalovaspor (N)          | 36  | 11 | 12 | 13 | 052:580 | −6    | 45     |
| 8.  | Beykozspor              | 36  | 8  | 9  | 19 | 035:670 | −32   | 33     |
| 9.  | Zeytinburnuspor         | 36  | 7  | 10 | 19 | 039:730 | −34   | 31     |

Platzierungskriterien: 1. Punkte – 2. Direkter Vergleich (Punkte, Tordifferenz, geschossene Tore) – 3. Tordifferenz – 4. geschossene Tore

| (A) | Absteiger aus der 2. Lig 2008/09         |
| (N) | Neuaufsteiger aus der TFF 3. Lig 2008/09 |

### Gruppe 2
| Pl. | Verein               | Sp. | S  | U  | N  | Tore    | Diff. | Punkte |
| --- | -------------------- | --- | -- | -- | -- | ------- | ----- | ------ |
| 1.  | Eyüpspor             | 36  | 17 | 8  | 11 | 042:320 | +10   | 59     |
| 2.  | Konya Şekerspor      | 36  | 14 | 16 | 6  | 059:300 | +29   | 58     |
| 3.  | Turgutluspor         | 36  | 15 | 6  | 15 | 046:510 | −5    | 51     |
| 4.  | Sarıyer SK           | 36  | 14 | 8  | 14 | 045:450 | ±0    | 50     |
| 5.  | Fethiyespor          | 36  | 12 | 10 | 14 | 041:500 | −9    | 46     |
| 6.  | Alanyaspor           | 36  | 11 | 11 | 14 | 047:600 | −13   | 44     |
| 7.  | Tepecikspor (N)      | 36  | 13 | 5  | 18 | 047:530 | −6    | 44     |
| 8.  | İstanbulspor         | 36  | 10 | 8  | 18 | 050:590 | −9    | 38     |
| 9.  | Denizli Belediyespor | 36  | 7  | 10 | 19 | 040:670 | −27   | 31     |

Platzierungskriterien: 1. Punkte – 2. Direkter Vergleich (Punkte, Tordifferenz, geschossene Tore) – 3. Tordifferenz – 4. geschossene Tore

| (N) | Neuaufsteiger aus der TFF 3. Lig 2008/09 |

### Gruppe 3
| Pl. | Verein                | Sp. | S  | U  | N  | Tore    | Diff. | Punkte |
| --- | --------------------- | --- | -- | -- | -- | ------- | ----- | ------ |
| 1.  | Trabzon Karadenizspor | 38  | 20 | 8  | 10 | 060:370 | +23   | 68     |
| 2.  | Bugsaşspor            | 38  | 19 | 9  | 10 | 060:340 | +26   | 66     |
| 3.  | Akçaabat Sebatspor    | 38  | 17 | 5  | 16 | 052:590 | −7    | 56     |
| 4.  | Ofspor                | 38  | 15 | 9  | 14 | 050:540 | −4    | 54     |
| 5.  | Çankırı Belediyespor  | 38  | 15 | 7  | 16 | 043:390 | +4    | 52     |
| 6.  | Pursaklarspor (N)     | 38  | 13 | 12 | 13 | 042:390 | +3    | 51     |
| 7.  | Karsspor              | 38  | 14 | 9  | 15 | 052:410 | +11   | 51     |
| 8.  | Kırşehirspor          | 38  | 9  | 10 | 19 | 046:570 | −11   | 37     |
| 9.  | Erzurumspor 1         | 38  | 0  | 5  | 33 | 007:101 | −94   | −1     |

Platzierungskriterien: 1. Punkte – 2. Direkter Vergleich (Punkte, Tordifferenz, geschossene Tore) – 3. Tordifferenz – 4. geschossene Tore

| (N) | Neuaufsteiger aus der TFF 3. Lig 2008/09 |

### Gruppe 4
| Pl. | Verein                  | Sp. | S  | U  | N  | Tore    | Diff. | Punkte |
| --- | ----------------------- | --- | -- | -- | -- | ------- | ----- | ------ |
| 1.  | Adana Demirspor         | 36  | 17 | 10 | 9  | 064:420 | +22   | 61     |
| 2.  | Adıyamanspor            | 36  | 17 | 9  | 10 | 042:260 | +16   | 60     |
| 3.  | Belediye Vanspor        | 36  | 18 | 6  | 12 | 055:450 | +10   | 60     |
| 4.  | Tarsus İdman Yurdu      | 36  | 13 | 15 | 8  | 051:420 | +9    | 54     |
| 5.  | Elazığspor              | 36  | 11 | 12 | 13 | 044:460 | −2    | 45     |
| 6.  | Mardinspor              | 36  | 11 | 11 | 14 | 045:370 | +8    | 44     |
| 7.  | Diyarbakır BB Diskispor | 36  | 11 | 10 | 15 | 038:530 | −15   | 43     |
| 8.  | Kahramanmaraşspor (N)   | 36  | 8  | 9  | 19 | 038:630 | −25   | 33     |
| 9.  | Malatyaspor (A)         | 36  | 3  | 9  | 24 | 016:670 | −51   | 18     |

Platzierungskriterien: 1. Punkte – 2. Direkter Vergleich (Punkte, Tordifferenz, geschossene Tore) – 3. Tordifferenz – 4. geschossene Tore

| (A) | Absteiger aus der 2. Lig 2008/09         |
| (N) | Neuaufsteiger aus der TFF 3. Lig 2008/09 |

## Play-offs
Viertelfinale
| Datum                     |                       | Ergebnis              |                            | Stadion                 |
| ------------------------- | --------------------- | --------------------- | -------------------------- | ----------------------- |
| 25. Mai 2010 um 17:00 Uhr | Tokatspor             | 1:0                   | Türk Telekomspor           | Mardan-Stadion          |
| 25. Mai 2010 um 17:00 Uhr | Trabzon Karadenizspor | 1:1 n. V. (4:2 i. E.) | Çorumspor                  | Antalya-Atatürk-Stadion |
| 25. Mai 2010 um 20:00 Uhr | Eyüpspor              | 1:1 n. V. (5:3 i. E.) | İskenderun Demir Çelikspor | Mardan-Stadion          |
| 25. Mai 2010 um 20:00 Uhr | Adana Demirspor       | 0:0 n. V. (3:5 i. E.) | Tavşanlı Linyitspor        | Antalya-Atatürk-Stadion |

Halbfinale
| Datum                     |                       | Ergebnis              |                    | Stadion                 |
| ------------------------- | --------------------- | --------------------- | ------------------ | ----------------------- |
| 27. Mai 2010 um 20:00 Uhr | Tokatspor             | 1:1 n. V. (1:3 i. E.) | Eyüpspor           | Mardan-Stadion          |
| 27. Mai 2010 um 20:00 Uhr | Trabzon Karadenizspor | 0:1                   | Tavşanlı inyitspor | Antalya-Atatürk-Stadion |

Finale
| Tavşanlı Linyitspor                                            | Tavşanlı Linyitspor | Eyüpspor | Eyüpspor |
| -------------------------------------------------------------- | --- | --- | -------- |
| Tavşanlı Linyitspor                                            | \| Play-off-Finale \| \| 31. Mai 2010 um 20:00 Uhr in Antalya (Antalya-Atatürk-Stadion) \| \| Ergebnis: 2:1 (1:0) \| \| Schiedsrichter: Kuddusi Müftüoğlu \| \| Spielbericht \|                                                                    | \| Play-off-Finale \| \| 31. Mai 2010 um 20:00 Uhr in Antalya (Antalya-Atatürk-Stadion) \| \| Ergebnis: 2:1 (1:0) \| \| Schiedsrichter: Kuddusi Müftüoğlu \| \| Spielbericht \|                                                                                         | Eyüpspor |
| Tavşanlı Linyitspor                                            | İbrahim Genç – Tanju Yavuz, Abdi Aktaş (70. Zafer Kargoğlu), Mehmet Besler – Mikail Üzümcü, İshak Topçu (89. Fatih Tüfek), Emrah Dağ, Aydın Taşkın – Cemil Adıcan, Kemal Özyurt (87. Fatih Gültekin), Davut Babur Cheftrainer: Mustafa Reşit Akçay | Serdar Nişancı – Levent Turan, Mesut Özkaya, Muhsin Erözkan – Murat Suci (63. Fatih Kara), Soner Ergençay, Serhat Karakayalar, Muhammet Türkeri – Mehmet Deliorman (88. Emrah Tanta), Emrah Eyüboğlu (63. Ali Tuna Tanyıldız), Ergün Çakır Cheftrainer: Hamza Hamzaoğlu | Eyüpspor |
| Tavşanlı Linyitspor                                            | 1:0 Tanju Yavuz (26.) 2:1 Zafer Kargoğlu (75.) | 1:1 Tanju Yavuz (66., Eigentor) | Eyüpspor |
| Tavşanlı Linyitspor                                            | Emrah Dağ (39.), Aydın Taşkın (51.), İshak Topçu (89.) | Levent Turan (89.) | Eyüpspor |
| Tavşanlı Linyitspor                                            | Tavşanlı Linyitspor ist durch diesen Sieg in die 1. Lig 2010/11 aufgestiegen. | | Eyüpspor |
| Play-off-Finale                                                | | |          |
| 31. Mai 2010 um 20:00 Uhr in Antalya (Antalya-Atatürk-Stadion) | | |          |
| Ergebnis: 2:1 (1:0)                                            | | |          |
| Schiedsrichter: Kuddusi Müftüoğlu                              | | |          |
| Spielbericht                                                   | | |          |